# Banaçac
Banaçac (en francès Banassac) és un municipi francès situat al departament del Losera i a la regió d'Occitània.